# Guillaume de Menthonay
Guillaume de Menthonay, mort en juin 1406, à Lucens, est un évêque de Lausanne (1394-1406). 

## Biographie
Guillaume de Menthonay naît probablement vers 1372. Il est le fils du donzel Aymon de Menthonay et de Nicolette de Langin. Il appartient ainsi à la famille des seigneurs de Menthonay, propriétaires du château Turchet de Menthonnex-en-Bornes, dans le comté de Genève (département actuel de la Haute-Savoie). 
À partir de 1380, il est sous la tutelle de son oncle, le futur cardinal Jacques de Menthonay qui favorise sa carrière. Il devient donc chanoine à Thérouanne en 1382, à Lausanne en 1386, à Reims en 1387 et à Paris en 1388. Le 7 août 1394, il est nommé évêque de Lausanne par Clément VII (Robert de Genève). Son adversaire, Johann Münch von Landskron, le candidat du pape Boniface IX, pape à Rome, ne parvient pas à s'imposer. Il est élu le 22 ou 23 août et il prête serment le 21 septembre à la porte de St. Étienne.
En 1396, il obtient de l'antipape Benoît XIII le droit de faire déplacer le couvent Saint-Maire. À cet emplacement, il lance la construction du château Saint-Maire, un nouveau château-fort destiné à être le nouveau palais des évêques. En 1398, à la demande des trois états de la ville, il interdit la vente de vin étranger pour favoriser le vin lausannois, chasse les prostituées du voisinage de la cathédrale pour les transférer dans le quartier de Colombier et leur impose le port d'une lisière blanche sur la manche.
Guillaume de Menthonay meurt en juin 1406, au château de Lucens. Le jour n'est pas connu précisément. Certains auteurs avancent le 8, peut-être les jours suivants, le 9 ou le 10. Il meurt des suites d'un coup d'épée dans le ventre asséné par son valet de chambre alors qu'il sortait de son lit.